# Gasetta Romontscha
Die Gasetta Romontscha war eine Schweizer romanischsprachige Zeitung in Disentis, die sich an die Katholiken in der Surselva wendete. Der Katholisch-Konservative Placi Condrau gründete sie 1856 als Nachfolgerin des Amitg dil Pievel («Volksfreund»). Sie kam erstmals am 1. Januar 1857 als Nova Gasetta Romonscha heraus. Von 1867 bis März 1892 nannte sie sich Gasetta Romonscha, danach Gasetta Romontscha. Bis 1951 erschien sie wöchentlich, seit 1952 zweimal wöchentlich. Geschrieben war sie im rätoromanischen Idiom Surselvisch. 1997 wurde sie in die neue romanische Tageszeitung La Quotidiana integriert.

## Geschichte
Placi Condrau war auch erster und alleiniger Redaktor der Zeitung. Er hatte die bischöfliche Druckerei in Chur gekauft, sie nach Disentis verlegt und in «Stampa Romontscha» umbenannt. Als Muttergesellschaft für Zeitung und Druckerei gründete er den Desertina-Verlag. Ab 1894 bis zu seinem Tod 1902 arbeitete er mit seinem Neffen, Landammann Giachen Giusep Condrau, zusammen. Dieser redigierte danach die Zeitung, bis er 1922 tödlich verunglückte.

Titelseite der ersten Ausgabe der Nova Gasetta Romonscha

Anschliessend übernahm sein ältester Sohn Josef Condrau, 1935 bis 1963 Nationalrat, die Redaktion. Dessen Sohn Pius trat 1949 ins Unternehmen ein, leitete vorerst die technische Abteilung und übernahm nach dem Tod seines Vaters 1974 das ganze Unternehmen. 1971 schliesslich trat Giusep Capaul in die Redaktion ein und übernahm 1974 als Chefredaktor die Verantwortung für die Zeitung. Zuletzt war Martin Cabalzar, seit 1987 Redaktor in Ilanz, von 1990 bis 1996 Chefredaktor.
1969 bis 1971 war auch Dumeni Columberg in der Redaktion tätig.
Der Desertina-Verlag gab neben der Gasetta Romontscha weitere Periodika und Beilagen heraus. Die Pagina da Surmeir war ab 1946 eine Beilage der Gasetta Romontscha, bevor sie sich 1949 als selbständiges Blatt etablierte, das aber weiterhin in Disentis gedruckt wurde.
1993 fusionierte die Stampa Romontscha Condrau SA mit der Gasser Media AG (heute Somedia), bei der die Zeitung bereits seit 1987 gedruckt wurde. 1996 gründete Somedia die romanische Tageszeitung La Quotidiana, in die die Gasetta Romontscha wie auch der Fögl Ladin und die Casa Paterna/La Pùnt integriert wurden. Chefredaktor wurde der Chefredaktor der Gasetta Romontscha, Martin Cabalzar.

## Chefredaktoren

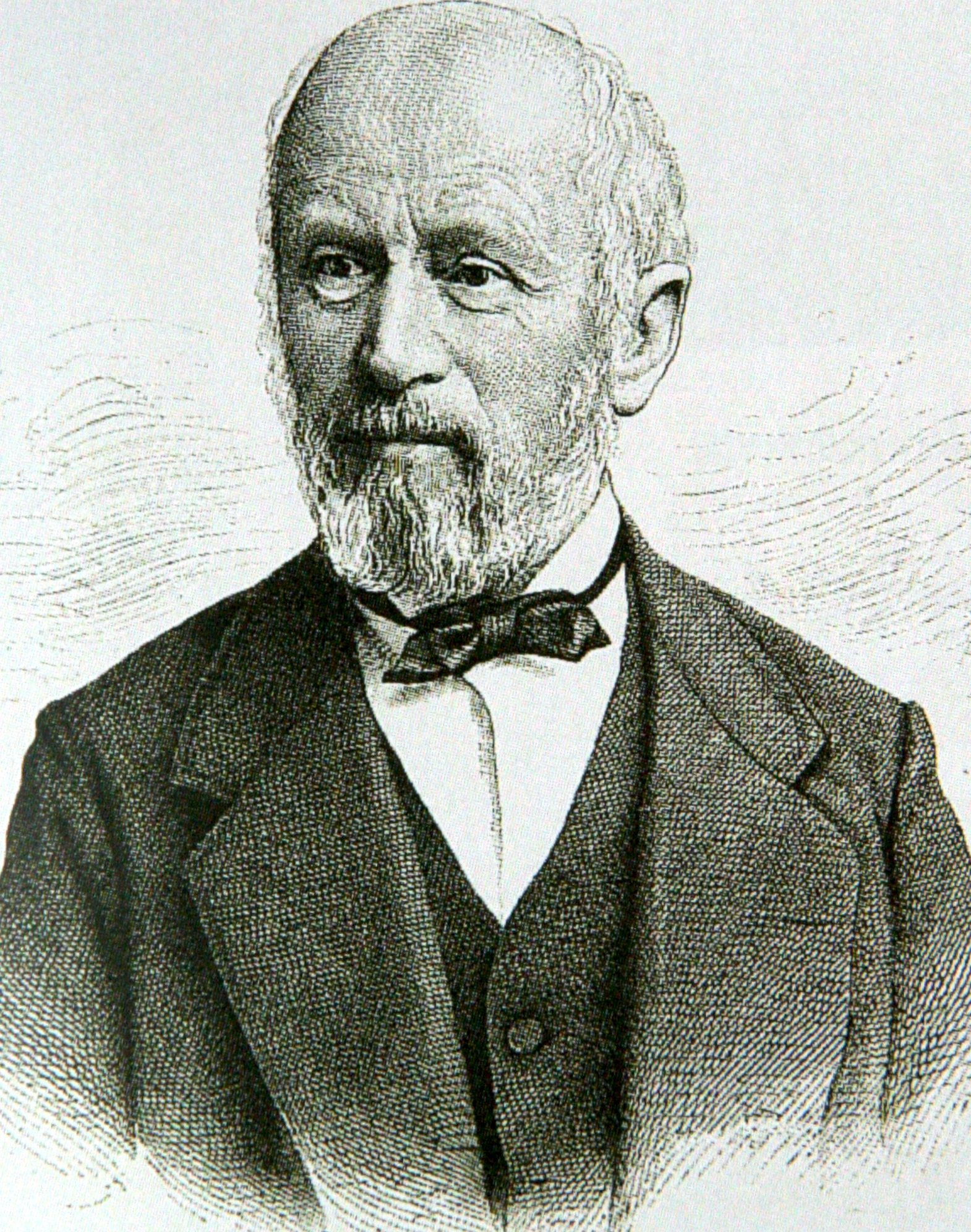
Placi Condrau, Gründer der Nova Gasetta Romonscha

- 1857–1902 Placi Condrau
- 1902–1922 Giachen Giusep Condrau
- 1922–1974 Josef «Giusep» Condrau
- 1974–1990 Giusep Capaul
- 1990–1996 Martin Cabalzar